# Bataille de Calatafimi
Pour les articles homonymes, voir Calatafimi.
Guerres du Risorgimento : expédition des Mille
Batailles
- Calatafimi
- Palerme
- Milazzo
- Reggio
- Castelfidardo
- Caiazzo
- Volturno
- Garigliano
- Gaète

La bataille de Calatafimi est un des épisodes de l'expédition des Mille, lors des guerres du Risorgimento.
Elle se déroule à Calatafimi, ville de la province de Trapani, en Sicile, le 15 mai 1860 et oppose les Chemises rouges de Giuseppe Garibaldi aux troupes napolitaines commandées par le général Landi. En dépit de leur supériorité numérique, celles-ci sont battues de manière décisive et Garibaldi entre victorieusement à Palerme le 27 mai suivant.

## Contexte
Plusieurs révoltes populaires éclatent dans le nord de la Sicile en avril 1860 contre l'autorité du roi des Deux-Siciles, régnant depuis Naples. Partisan de l'unité d'Italienne, Giuseppe Garibaldi y voit l'occasion de fédérer autour du prince piémontais Victor-Emmanuel II le Mezzogiorno.
Il prend la tête de 1 162 volontaires et débarque à Marsala le 11 mai 1860. Après avoir reçu un soutien populaire à Salemi, le 14, il doit affronter les troupes des Bourbons.

## Déroulement
Le 15 mai, les Chemises rouges de Garibaldi font face à l'armée du royaume des Deux-Siciles sur la colline de Pianto Romano, à Calatafimi, à proximité de Ségeste.
Après plusieurs heures de bataille, essentiellement au corps-à-corps et à la baïonnette, et malgré leur large infériorité numérique, les garibaldiens dénombrent 32 morts dans leurs rangs, contre 36 parmi leurs adversaires, et environ 150 blessés de chaque côté. 
La victoire pour Garibaldi est plus morale que militaire, puisqu'elle permet de ragaillardir ses partisans, qui augmentent en nombre en Sicile, et de décourager les Napolitains. 

## Sources
- (it) Emilio Faldella, Storia degli eserciti italiani da Emmanuelle Filiberti di Savoia ai nostri giorni, Bramante Editrice, Varese, 1976.
- (en) Peter Young et Michael Calvert, A dictionary of battles,  1816-1976, New York, Mayflower Books, 1978, 606 p. (ISBN 978-0-8317-2260-9)